# 藤沢翔陵高等学校
藤沢翔陵高等学校（ふじさわしょうりょうこうとうがっこう）は、神奈川県藤沢市に所在する私立男子高等学校。
略称は「翔陵」、「藤翔（とうしょう）」。

## 概要
創立1931年。設置者は時宗総本山清浄光寺を母体とする学校法人藤嶺学園で、藤嶺学園藤沢中学校・高等学校や鵠沼高等学校は兄弟校である。
藤沢商業学校からの伝統としてスポーツや資格取得が盛んである。各検定試験前に講習が開かれる。外部で講座を持つ教員もいる。

## 沿革
（沿革節の主要な出典は公式サイト）
- 1931年（昭和6年） - 藤沢商業学校として清浄光寺境内に創立。
- 1943年（昭和18年） - 時局の要請で藤沢工業学校へ転換。
- 1945年（昭和20年） - 藤沢商業学校を藤沢工業学校より分割復元。
- 1947年（昭和22年） - 現在地に移転。
- 1948年（昭和23年） - 新制度により藤沢商業高等学校（藤商、とうしょう）となる。藤沢工業学校は廃校。
- 1970年（昭和45年） - 普通科開設。
- 1992年（平成4年）  - 普通科に特進コース開設。
- 1998年（平成10年） - 普通科の生徒数の方が多くなったことから、藤沢翔陵高等学校に校名変更。同時に校章も変更。
- 2004年（平成16年） - 新総合グラウンド完成。
- 2008年（平成20年） - 校舎外壁改装工事完了。
- 2009年（平成20年） - 8月にテニスコート改修。12月には学校グラウンド改修。
- 2011年（平成23年） - 創立80周年を迎えた。

## 部活動
- 野球部が1973年に夏の甲子園に出場。1回戦、藤沢商5 - 2萩商。2回戦、藤沢商0 - 1盛岡三。近年の最高戦績は2015年秋季神奈川県大会ベスト4。
- バレーボール部は「バレーの藤商」として知られ、春高バレーで1978年から1980年に史上初の三連覇を含み5回、インターハイで2回、国体で2回、それぞれ優勝している。「高校バレー三冠」は達成していない。
- 陸上競技部は全国高校駅伝に2015年まで33回出場し、1986年の3位を含み3回入賞する。1979年から2007年まで28年間、5000mの神奈川県高校記録を樹立して更新し続けた。1999年9月に他校選手が記録を更新したが12月に当校の選手が同記録で走る。
- テニス部は2001年と2004年に全国選抜高等学校テニス大会で準優勝する。
- 簿記研究会は20年連続で県代表である。

## 当校が舞台の作品
- 日本テレビ系
  - 1971年『おれは男だ!』（森田健作、早瀬久美、笠智衆出演）
  - 1973年『おこれ!男だ』（森田健作、石橋正次出演）。
- 松竹映画
  - 1974年『愛と誠』（西城秀樹、早乙女愛出演）。
- 漫画『ベイビーステップ』（勝木光作 講談社 週刊少年マガジン）の作中の登場人物、丸尾栄一郎及び鷹崎奈津が通学している大杉高校の校舎等のモデル。

## その他
- 文化祭にHOUND DOGや西澤ヨシノリなど、著名人が招待されることがある。
- 昭和30年代に火事で校舎を焼失し、現在は県競技場の所有地を売却した。不振期に、当校を廃止して藤嶺学園が短期大学を設立し、学長に福本和夫を招聘する計画があった。

## 交通
- 善行駅（小田急江ノ島線）東口より徒歩1分。

## 著名な出身者

### プロ野球選手
- 田代富雄
- 小俣進
- 川俣浩明（現野球部監督）
- 大沢紀三男
- 陽田浅吉
- 松田光保
- 土手本勝次
- 加藤譲司
- 飯田哲矢
- 森山孔介
- 高塩将樹（独立リーグ、オーストラリア、台湾）
- 小笠原智一（独立リーグ）

### バレーボール選手
- 鈴木寛史（サントリー・サンバーズ所属、全日本代表）
- 吉川正博（バレーボール日本女子代表監督）
- 金子敏和（NECブルーロケッツ監督）
- 佐藤浩明（パイオニアレッドウィングス監督）
- 御嶽和也（ロサンゼルスオリンピック日本代表）
- 古川靖志（ロサンゼルスオリンピック日本代表）
- 野口拓也（ビーチバレー日本代表）

### 陸上選手
- 加藤覚（専修大学陸上競技部監督）
- 座間紅祢（TOWA所属陸上競技選手）
- 鈴木悠介（JR東日本所属陸上競技選手）
- 生井怜（市民ランナー）

### その他
- 寺尾繁輝（俳優）
- 佐野実（支那そばや創業者・ラーメンの鬼）
- 三本雅彦（小説家、2017年オール讀物新人賞受賞）
- 添田豪（プロテニス選手、ロンドンオリンピック日本代表）
- 岡見勇信（総合格闘家）
- 遠澤健二（競輪選手）
- 佐藤大実（サッカー選手）
- 岩田孝八（長崎屋創業者)
- 瀧川蛙朝（落語家）